# Maurice Neyt
Maurice Neyt, né le 13 août 1928 à Lembeke, section de la ville de Kaprijke, et mort le 20 février 2006 à Zelzate, est un coureur cycliste belge.
Il termine 7e au Grand Prix des Nations de 1951, participe au Paris-Roubaix 1952 qu'il ne termine pas et se classe 8e et 41e au Tour des Pays-Bas de 1952 et 1955.
Au Tour de Belgique de 1956, il termine 45e derrière René Mertens de la même équipe cycliste Groene Leeuw.

## Palmarès
- 1950
  - Tour de Belgique indépendants
- 1951
  - Tour de Belgique indépendants  :
    - Classement général
    - 5e et 6e (contre-la-montre) étapes
- 1952
  - 2e du Grand Prix cycliste de Belgique (contre la montre)
  - 3e du Circuit de Belgique centrale
- 1953
  - 3e du Tour d'Algérie
- 1954
  - 3e du Grand Prix Frans Melckenbeek

## Résultats sur le Tour de France
1 participation :
- 1952 : 29e au classement général[3]